# GFL Bowl 2025
Der GFL Bowl 2025 ist das 46. Endspiel um die deutsche Meisterschaft im American Football und findet am 11. Oktober 2025 im Rudolf-Harbig-Stadion in Dresden statt. Es ist das erste Mal, dass das Finale der Erima German Football League (GFL) in der sächsischen Landeshauptstadt ausgetragen wird.

## Austragungsort
Das Rudolf-Harbig-Stadion bietet eine Kapazität von etwa 21.000 Sitzplätzen und dient als Heimstätte des Fußballvereins SG Dynamo Dresden. Für den GFL Bowl 2025 wird das Stadion zur Bühne für eines der bedeutendsten Events im deutschen American Football.

## Spielmodus
Wie in den Vorjahren treffen im GFL Bowl die Sieger der beiden Playoff-Halbfinals aufeinander. Diese werden aus den jeweils vier bestplatzierten Teams der GFL Nord und GFL Süd ermittelt. Als Favoriten auf die Teilnahme gelten unter anderem die Potsdam Royals, die in den Jahren 2023 und 2024 die Meisterschaft gewinnen konnten, sowie die New Yorker Lions aus Braunschweig, Rekordmeister der GFL.

## Bedeutung
Der GFL Bowl gilt als das wichtigste Spiel der Saison im deutschen American Football. Er zieht regelmäßig Fans aus dem gesamten Bundesgebiet sowie aus dem europäischen Ausland an. Der Austragungsort wechselt in unregelmäßigen Abständen; in den Jahren 2023 und 2024 wurde das Finale im Stadion an der Hafenstraße in Essen veranstaltet.